# Leon van Acht
Leon van Acht (Thorn (Limburg), 12 april 1899 – Heythuysen, 21 oktober 1991) was een Nederlands dirigent, muziekpedagoog en fluitist.

## Levensloop
Van Acht luisterde in 1911 voor het eerst een repetitie op van het Harmonieorkest St. Michaël Thorn. Bij dit orkest leerde hij dwarsfluit te spelen. Vanaf 1914 werd hij aan de Kweekschool tot onderwijzer opgeleid, maar hij had zijn hart verpand aan de muziek. In 1919, dus op 19-jarige leeftijd en kort tevoren geslaagd als onderwijzer, werd hij dirigent van het Harmonieorkest St. Michaël Thorn. Op 8 augustus 1920 behaalde hij met dit korps een 1e prijs met lof van de jury op het concours te Weert. In Thorn bleef hij met succes tot 1951 in deze functie.
Op 6 januari 1921 werd hij dirigent van het Harmonieorkest "L'Union" Heythuysen. Er waren een kleine 30 leden indertijd. In Heythuysen profiteerde de harmonie L'Union een halve eeuw lang van zijn muzikale talenten en waren er vele successen te noteren. Als leraar aan de school in Heythuysen ontdekte hij muzikale talenten en verzorgde de opleiding van deze talenten helemaal zelf. Ook werd onder zijn leiding de basis gelegd voor de doorstroom naar de afdeling Superieur. Hij legde zijn functie neer in het najaar van 1970, hij was toen 71 jaar.
Leon van Acht was er ook kerkmusicus. Hij was in het bezit van het directeurendiploma van de Nederlandse Gregoriusvereniging en onder andere dirigent van de kerkkoren van de parochie Sint-Michaël te Thorn en de Sint-Nicolaaskerk in Heythuysen.